# الألعاب الأولمبية الصيفية 1896
أقيمت الألعاب الأولمبية الصيفية الأولى في أثينا باليونان خلال الفترة من 6 إلى 15 أبريل عام 1896. هذه الدورة هي أول دورة للألعاب الأولمبية في العصر الحديث, و لم تُقام الألعاب الأوليمبية في اليونان ثانية إلا عام 2004. افتتحها الملك جورج الأول وإلى جانبه دي كوبيرتان في أستاد باناثينيك التاريخي الفريد لكونه الإستاد الوحيد في العالم المصنوع بالكامل من الرخام و يتسع ل 80 الف متفرج . شارك في الدورة 241 لاعب من 14دولة تنافسوا في 9 ألعاب و 43 مسابقة. في هذا الأولمبياد سيطر أبطال الولايات المتحدة الأمريكية على مسابقات القوى، نالوا 9 ألقاب من 12، غير أن الذهبية الأغلى وهي في سباق الماراثون، كانت من نصيب راعي الأغنام اليوناني سبيريدون لويس، مما جعل الدورة تنجح جماهيريا، وقد دعى السائح الإيرلندي جون بولند إلى الاشتراك في مسابقة التنس ففاز بالميدالية الذهبية، وجمعت الولايات المتحدة 11 ذهبية مقابل 10 لليونان، 7 لألمانيا، 5 لفرنسا، 3 لبريطانيا.
من نجوم الدورة، الولايات المتحدة الأمريكية جيمس كونيللي صاحب أول ذهبية أولمبية، نالها في القفز الثلاثي، فكان بذلك أول بطل أولمبي في التاريخ الحديث. أيضاً كان هناك الأمريكي توماس بورك صاحب ذهبيتي 100 و 400 متر والأمريكي روبيرت غاريت الذي سجل رمية أسطورية في القرص ((29.15 متر)) واليوناني سبيردون لويس والهنغاري ألسن هاجوس الفائز بذهبية 100 متر سباحة وذهبية 1200 متر.

## قائمة الميداليات
| ميداليات الألعاب الأولمبية الصيفية 1896 |                                            |       |      |         |       |
| الترتيب                                 | الدولة                                     | ذهبية | فضية | برونزية | مجموع |
| 1                                       | الولايات المتحدة الأمريكية                 | 11    | 7    | 2       | 20    |
| 2                                       | اليونان                                    | 10    | 17   | 19      | 46    |
| 3                                       | الإمبراطورية الألمانية                     | 6     | 5    | 2       | 13    |
| 4                                       | فرنسا                                      | 5     | 4    | 2       | 11    |
| 5                                       | بريطانيا                                   | 2     | 3    | 2       | 7     |
| 6                                       | المجر                                      | 2     | 1    | 3       | 6     |
| 7                                       | النمسا (النمسا كانت اتحاد النمسا وهنغاريا) | 2     | 1    | 2       | 5     |
| 8                                       | أستراليا                                   | 2     | 0    | 0       | 2     |
| 9                                       | الدنمارك                                   | 1     | 2    | 3       | 6     |
| 10                                      | سويسرا                                     | 1     | 2    | 0       | 3     |

## المسابقات

حفل افتتاح الألعاب لأولمبية في 1896

- ألعاب قوى
- سباق الدراجات
- المبارزة
- جمباز
- الرماية
- السباحة
- التنس
- رفع الأثقال
- مصارعة

## المشاركة النسائية
لم يكن مسموح للنساء المشاركة بالألعاب الأولمبية الصيفية 1896، لان دي كوبيرتان اعتقد أن مشاركة النساء ستكون غير عملية، مملة، غير رياضية وخاطئة. بالرغم من ذلك احتجت امرأة تدعى ستاماتا ريفيثي على هذا الأمر بالجري مسافة 40 كيلومتر على طريق الماراثون بيوم 11 أبريل، وهو اليوم التالي لليوم الذي جرى به المتسابقون بالماراثون.